# Masyntes meddix
Masyntes meddix är en insektsart som beskrevs av Rehn, J.A.G. och J.W.H. Rehn 1942. Masyntes meddix ingår i släktet Masyntes och familjen Eumastacidae. Inga underarter finns listade i Catalogue of Life.